# 20,000 Watt R.S.L.
20,000 Watt R.S.L. è un album discografico di raccolta del gruppo rock australiano Midnight Oil, pubblicato nel 1997.

## Tracce
1. What Goes On (Garrett, Hillman, Hirst, Moginie, Rotsey)
2. Power and the Passion (Garrett, Hirst, Moginie)
3. Dreamworld (Garrett, Hirst, Moginie)
4. White Skin Black Heart (Garrett, Hillman, Hirst, Moginie, Rotsey)
5. Kosciusko (Hirst, Moginie)
6. The Dead Heart (Garrett, Hirst, Moginie)
7. Blue Sky Mine (Garrett, Hillman, Hirst, Moginie, Rotsey)
8. US Forces (Garrett, Moginie)
9. Beds Are Burning (Garrett, Hirst, Moginie)
10. One Country (Garrett, Moginie)
11. Best of Both Worlds (Hirst, Moginie)
12. Truganini (Hirst, Moginie)
13. King of the Mountain (Hirst, Moginie)
14. Hercules (Garrett, Hirst, Moginie)
15. Surf's Up Tonight (Garrett, Hillman, Hirst, Moginie, Rotsey)
16. Back on the Borderline (Garrett, Hirst, James)
17. Don't Wanna Be the One (Garrett, Hirst, Moginie, Rotsey)
18. Forgotten Years (Hirst, Moginie)

## Formazione
- Peter Garrett - voce, armonica
- Peter Gifford - basso, voce (2,3,5,6,8,9,11,14,17)
- Bones Hillman - basso, voce (1,4,7,10,12,13,15,18)
- Rob Hirst - batteria, voce
- Andrew James - basso (16)
- Jim Moginie - chitarre, tastiere, voce
- Martin Rotsey - chitarre